# Lorenz Saurer
Lorenz Saurer (né le 21 mai 1966) est un coureur cycliste suisse, spécialiste du VTT.

## Biographie
En 1988, il se classe sur route deuxième du Grand Prix de Chiasso.
Il pratique ensuite le cross-country en VTT et remporte la médaille de bronze du championnat d'Europe en 1992, derrière son compatriote Erich Übelhardt et l'Autrichien  Gerhard Zadrobilek. Il termine également à deux reprises huitième d'une manche de Coupe du monde de VTT.
Il vit à Aeschlen et a cinq enfants, dont Elia (née en 2001), qui pratique également le VTT de descente.

## Palmarès en VTT

### Championnats d'Europe
- Möllbrücke 1992
  -  Médaillé de bronze du cross-country

## Palmarès sur route
- 1988
  - 2e du Grand Prix de Chiasso